# 388
| 388                |
| ------------------ |
| Dødsfald - Fødsler |
|                    |

| Gregoriansk kalender | 388 CCCLXXXVIII         |
| Ab urbe condita      | 1141                    |
| Armensk kalender     | I/T                     |
| Kinesiske kalender   | 3084 – 3085 丁亥 – 戊子 |
| Etiopisk kalender    | 380 – 381               |
| Jødisk kalender      | 4148 – 4149             |
| Hindukalendere       |                         |
| - Vikram Samvat      | 443 – 444               |
| - Shaka Samvat       | 310 – 311               |
| - Kali Yuga          | 3489 – 3490             |
| Iransk kalender      | 234 BP – 233 BP         |
| Islamisk kalender    | 241 BH – 240 BH         |

Se også 388 (tal)